# José Carlos Chaves
José Carlos Chaves Innecken (Atenas (Costa Rica), 3 de setembro de 1958) é um ex-futebolista profissional costarriquenho, que atuava como defensor.

## Carreira
José Carlos Chaves fez parte do elenco da Seleção Costarriquenha de Futebol da Copa do Mundo de 1990. 